# 清水湧水

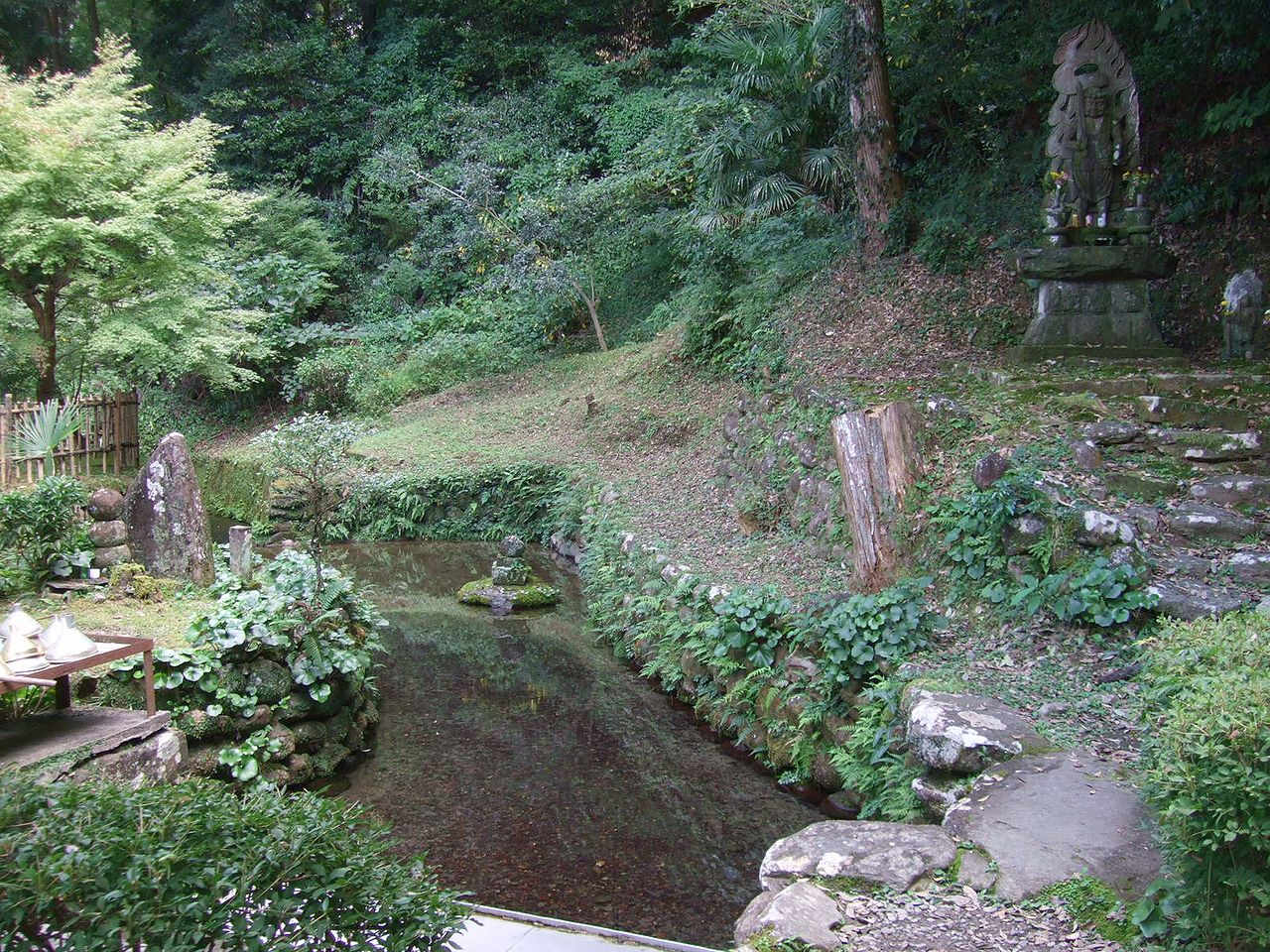
清水湧水

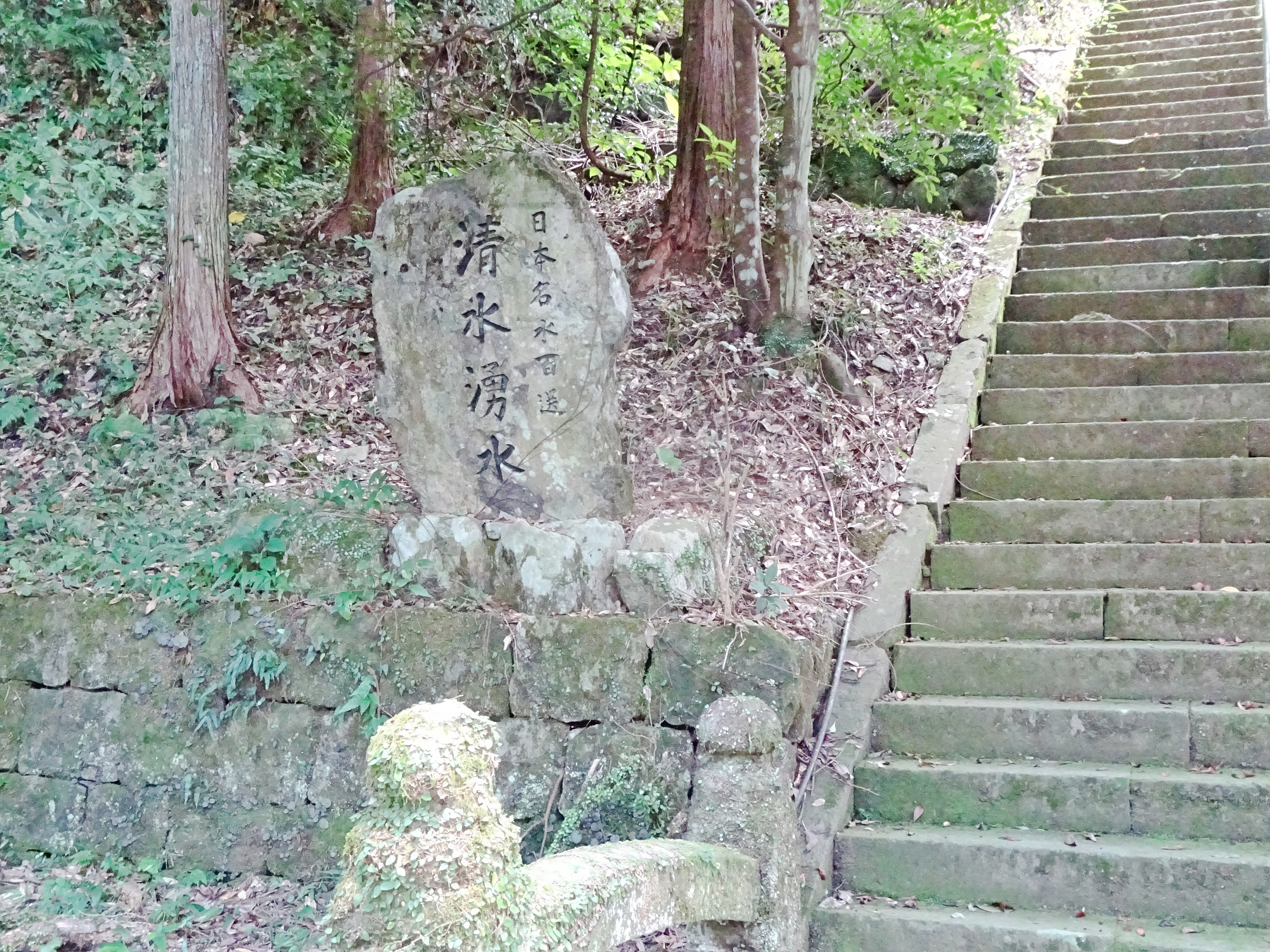
清水湧水の碑

清水湧水（きよみずゆうすい）は、福岡県うきは市浮羽町山北1941の清水寺境内に湧水する地下水である。1985年（昭和60年）名水百選に選定された。

## 概要
背後の耳納山地の東端にある滝のある水源の森（水源の森百選）の水源林の水が浸透し耳納山地に滞水し、水温17℃、pH7.8の弱アルカリ性の清水が、日量700tリットル余り自噴している。湧出した水は、古くから灌漑、上水道等に利用している。

## 由来・伝承
(参考）

## 交通
- 久大本線うきは駅下車 徒歩30分
- 大分自動車道杷木ICから福岡県道52号八女香春線・浮羽バイパス経由、百堂坂交差点右折、国道210号から左折